# Montsurvent
Montsurvent ist eine Ortschaft und eine Commune déléguée in der französischen Gemeinde Gouville-sur-Mer mit 434 Einwohnern (Stand: 1. Januar 2022) im Département Manche in der Region Normandie. 
Nachbarortschaften sind Geffosses im Nordwesten, Muneville-le-Bingard im Nordosten, Ancteville im Osten, Servigny im Südosten sowie Boisroger im Südwesten.

## Geschichte
Am 1. Januar 2019 wurde Montsurvent mit Anneville-sur-Mer und Servigny in die Commune nouvelle Gouville-sur-Mer eingegliedert. Seitdem ist Montsurvent eine Commune déléguée. Sie gehörte zum Kanton Agon-Coutainville und zum Arrondissement Coutances. 

## Bevölkerungsentwicklung
| Jahr                       | 1962 | 1968 | 1975 | 1982 | 1990 | 1999 | 2008 | 2015 |
| -------------------------- | ---- | ---- | ---- | ---- | ---- | ---- | ---- | ---- |
| Einwohner                  | 371  | 346  | 292  | 272  | 283  | 279  | 338  | 418  |
| Quellen: Cassini und INSEE |      |      |      |      |      |      |      |      |

## Sehenswürdigkeiten

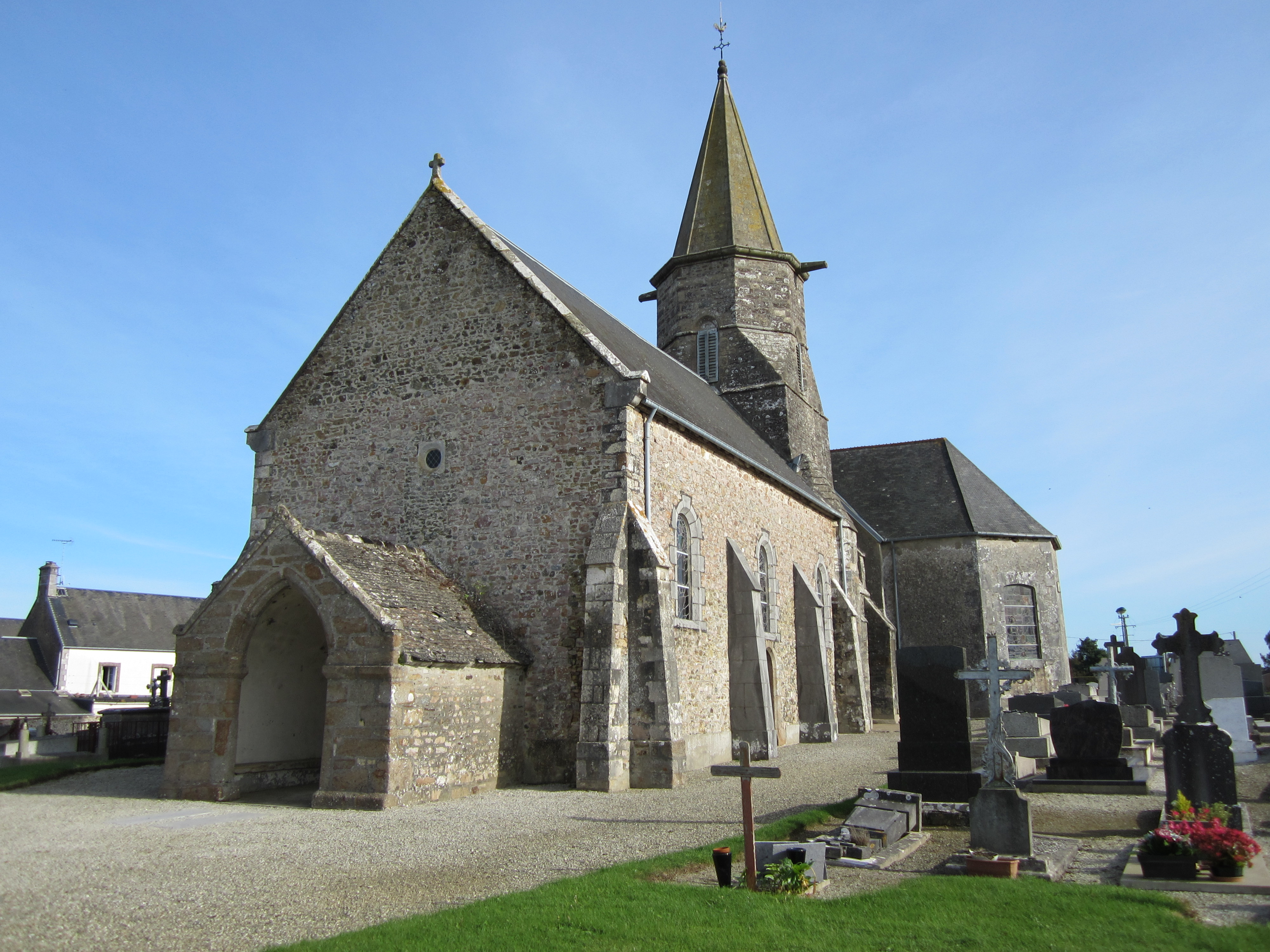
Kirche Saint-Martin

- Kirche Saint-Martin